# Соскин, Зелиг
Зелиг (Евгений) Соскин (25 марта 1873, Чурубаш, Таврическая губерния — 26 февраля 1959, Тель-Авив, Израиль) — агроном и сионистский деятель. Член руководства Ревизионистской партии, один из основателей Нагарии. Лауреат Премии Израиля в области агрономии и сельского хозяйства (1958).

## Биография
Зелиг Соскин родился в 1873 году в Чурубаше (Таврическая губерния) в семье Иехезкеля и Рахили Соскиных. Окончив среднюю школу, продолжил учёбу в Высшей сельскохозяйственной школе в Берлине, по окончании которой получил диплом агронома. После этого поступил в Ростокский университет, который окончил со степенью доктора философии.
В годы учёбы Соскин примкнул к студенческому палестинофильскому кружку, основателями которого были Лео Моцкин и Шмарьяху Левин. В 1896 году он иммигрировал в Палестину; там местное отделение одесского движения «Ховевей Цион» назначило его на должность агронома. В том же году Соскин женился на Софье Берман. В 1887 году он принял участие в основании мошавы Кастины (в будущем Беэр-Товия), возглавляя работы как полномочный представитель «Ховевей Цион». С 1898 года Соскин управлял плантациями в Хадере, а также руководил работами по высадке эвкалиптовых рощ для осушения окрестных болот.
В 1900 году, руководя мелиоративными работами в Ган-Шмуэле недалеко от Хадеры, Соскин заболел малярией, которая протекала у него в тяжёлой форме. После этого он переселил свою семью в Зихрон-Яаков. Там завязалось сотрудничество между ним и Аароном Ааронсоном. Вместе с инженером Йозефом Трейделем они открыли консультацию, где занимались подготовкой частных предпринимателей, планирующих создавать сельскохозяйственные предприятия в Палестине. В 1903 году Соскин был включён в состав сионистской комиссии, по поручению Теодора Герцля исследовавшей вопрос потенциала создания сельскохозяйственного поселения в Эль-Арише на Синайском полуострове. В том же году в Германии он принял участие в VI Сионистском конгрессе, где вместе с Отто Варбургом и Францем Оппенгеймером был выбран в комиссию по обследованию Земли Израильской. В 1904 году издавал ежемесячник комиссии под названием «Altneuland», где публиковал важные результаты её исследований.
С 1906 года Соскин занимал должность советника по вопросам сельского хозяйства в германских колониях в Африке. В этой роли он совершил семь поездок в Африку и принял участие в создании немецких компаний по производству каучука, какао, табака и бананов. Попутно Соскин посещал английские и французские колонии, осваивая практику ведения сельского хозяйства в тропических областях. Сотрудничество с немецкими колониальными компаниями продолжалось вплоть до 1915 года, когда его прервала мировая война.
В 1918 году Соскин был назначен на пост заведующего поселенческим отделом Еврейского национального фонда. В этой должности он развернул пропаганду идей интенсивного сельского хозяйства, которое позволяло бы получать значительные ресурсы с ограниченных посевных площадей. В рамках реализации этих идей Соскин изучал опыт североамериканского и дальневосточного сельского хозяйства. В 1921 году план Соскина по развитию сельскохозяйственных поселений по интенсивному пути получил одобрение со стороны Сионистского конгресса в Карловых Варах, однако конгресс выделил на реализацию этого плана только небольшую сумму, большинство ассигнований направив на традиционное экстенсивное земледелие. В дальнейшем Соскин продолжал попытки добиться увеличения финансирования на ряде конгрессов, но столкнулся с равнодушием большинства делегатов к его идеям. Его работа в поселенческом отделе Еврейского национального фонда в Гааге завершилась в 1923 году, когда он вернулся в Палестину. После посещения США в конце 1920-х годов Соскин завершил работу над программой мелких хозяйств, и в 1934 году её реализация была начата в Нагарии, одним из основателей которой он стал.
Единственным из лидеров сионистского движения, прислушавшимся к идеям Соскина, стал Владимир Жаботинский. По его приглашению Соскин присоединился к Ревизионистской партии, где играл роль основного эксперта по сельскому хозяйству и одного из основных идеологов поселенчества. В 1927 году он представлял партию перед Лигой Наций в Женеве. В 1933 году, когда в ревизионистском движении произошёл раскол в связи с планами выхода из Всемирной сионистской организации, Соскин, однако, примкнул к фракции, оставшейся в составе ВСО под названием «Партия еврейского государства». Во время арабского восстания 1936—1939 годов Соскин был приглашён выступить, как представитель Нагарии, перед комиссией Пиля, изучавшей вопрос раздела подмандатной Палестины на еврейское и арабское государства, и доказал членам комиссии, что Западная Галилея должна остаться под еврейским контролем.
Хотя экспериментальное хозяйство Нагарии преуспевало, его масштабы не удовлетворяли Соскина, в чьи планы входило плотное заселение территории страны на основе интенсивного земледелия. Чтобы преодолеть природные трудности в неплодородных районах, он начал разработку плана гидропонного сельского хозяйства. На протяжении нескольких лет успешные опыты по использованию гидропоники проводились в Нагарии, Иерусалиме и кибуце Бейт-ха-Арава в устье Иордана, а с 1945 года — в Рамат-Гане, однако ни в Палестине, ни среди евреев США не нашлось желающих воплощать эту идею в промышленном масштабе. Только в 1947 году Еврейское агентство выделило средства на развитие опытной гидропонной станции в поселении Бейт-Эшель, но после начала Войны за независимость Израиля это поселение было эвакуировано и разрушено.
После получения Израилем независимости Зелиг Соскин продолжил работу по популяризации гидропоники и других методов интенсивного сельского хозяйства в стране. В 1958 году, незадолго до смерти, он стал лауреатом Премии Израиля в области естественных наук. Он умер 26 февраля 1959 года, в возрасте 86 лет, в больнице «Хадасса» в Тель-Авиве. Похоронен на кладбище Нагарии.